# پالائو در المپیک تابستانی ۲۰۲۴
کاروان المپیکی پالائو، یکی از کاروان‌های شرکت‌کننده در بازی‌های المپیک تابستانی ۲۰۲۴ بود. این دوره از بازی‌ها از ۲۶ ژوئیه تا ۱۱ اوت ۲۰۲۴ (۵ تا ۲۱ امرداد ۱۴۰۳ خورشیدی) به میزبانی پاریس، پایتخت فرانسه برگزار شد. این حضور، هفتمین حضور کاروان پالائو در المپیک بود.
کاروان پالائو متشکل از سه ورزشکار (یک مرد و دو زن) بود که در دو رشته ورزشی به رقابت پرداختند. پرچمداران پالائو در آیین گشایش این دوره از بازی‌ها، شناگر این کشور جیون هوسی و دونده سرعتی، سیدنی فرانسیسکو بودند.
این کاروان که تاکنون مدالی کسب نکرده بود، در این دوره هم موفق به کسب مدال نشد.

## شرکت‌کنندگان
ورزشکاران این کاروان در ورزش‌های زیر به رقابت پرداختند.
| ورزش        | مردان | زنان | مجموع |
| ----------- | ----- | ---- | ----- |
| دو و میدانی | ۰     | ۱    | ۱     |
| شنا         | ۱     | ۱    | ۲     |
| مجموع       | ۱     | ۲    | ۳     |